# Alausí
Alausí és un cantó de la Província de Chimborazo a l'Equador. Se situa en una altitud mitjana de 2.340 msnm. La cota més baixa del cantó és de 1.225 msnm, en la parròquia Huigra i la major es troba a 3.340 metres sobre el nivell del mar a Achupallas. Té una superfície: de 1.707 km². La temperatura mitjana és de 14 a 15 °C. Alausí es troba a 97 km de Riobamba, en una petita vall al peu del turó Gampala, a la depressió on hi ha el riu Chanchán.

## Capçalera cantonal
La ciutat de San Pedro de Alausí a la serralada occidental n'és la capital. Va ser fundada el 29 de juny de 1534 i es considera com a la primera població a la Real Audiència de Quito.

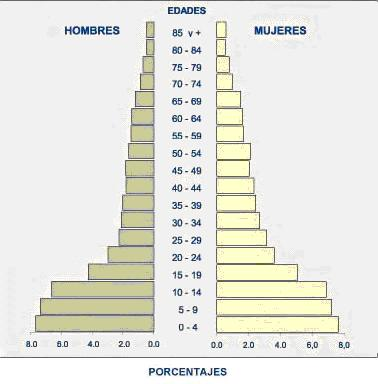
Piramide de la població del Cantó Alausí.

Durant el període d'existència de l'Estat de Quito (1811-1812), Alausí va ser una de les vuit ciutats que van enviar representant al Suprem Congrés que es va instal·lar l'11 d'octubre de 1811 al Palau Real de Quito; el doctor José Antonio Pontón va la diputació .
D'igual manera, durant aquest període la ciutat i els seus voltants van ser elevats a la categoria de província i el centre urbà va ser elevat a la categoria de vila el 16 de novembre del mateix any. L'arribada del ferrocarril el 8 de setembre de 1902 va contribuir al desenvolupament urbà, arquitectònic i social d'Alausí.

### Geografia
- Limita al nord amb el Nudo de Tío Cajas,
- Al sud amb el Nudo del Azuay,
- A l'est amb Macas i Sevilla de Oro i,
- Per l'occident arriba fins a les planes de la costa a la província del Guayas.

Entre els principals rius estan
El riu Chanchán que neix en els erms d'Atapo, és el principal agent hidrogràfic de la foia del mateix nom, format pel Pomacacha i el Guasuntos. Rep les aigües dels rius Sibambe, Lauma, Blanco, Angas; unint-se amb el Chimbo, forma el Yahuachi que s'uneix al Guayas, per arribar a l'Oceà Pacífic.

### Divisió política
Alausí està constituït per deu parròquies: una d'urbana (Alausí Central) i nou de rurals: Tixán, Sibambe, Huigra, Pistishi, Guasuntos, Achupallas, Sevilla, Pumallacta, i Multitud.

### Característiques demogràfiques
La població cantonal és de 64.059 habitants, dels quals 21.220 habitants existeixen en la capçalera urbana d'Alausí, i 42.839 viuen en el sector rural. Té una densitat poblacional de 25 habitants per 2.
La taxa de creixement anual de la població per al període 1990-2001, va anar de 0,8%. A l'àrea rural del cantó es troba concentrada el 13% de la població d'Alausí. Alguns paràmetres significatius dels serveis existents en el cantó són:
- Aigua entubada dins de l'habitatge: 23%,
- Energia elèctrica 79,7%,
- Servei telefònic 10,53%.

En síntesi, el dèficit de serveis residencials bàsics afecta el 82,06% d'habitatges

## Atractius turístics
El centre històric de la ciutat, amb els seus estrets carrers empedrats, edificacions que barregen tradicions constructives i estilístiques de la serra i costa equatorianes, unides a les seves balconades amb flors i pintoresques façanes, li van permetre la declaració de Patrimoni Nacional i un dels centres de major atracció turística de la província i del país.

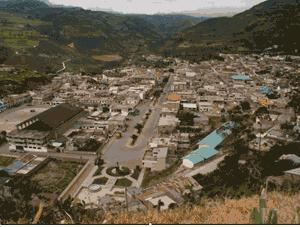
Panoràmica de la capçalera cantonal.

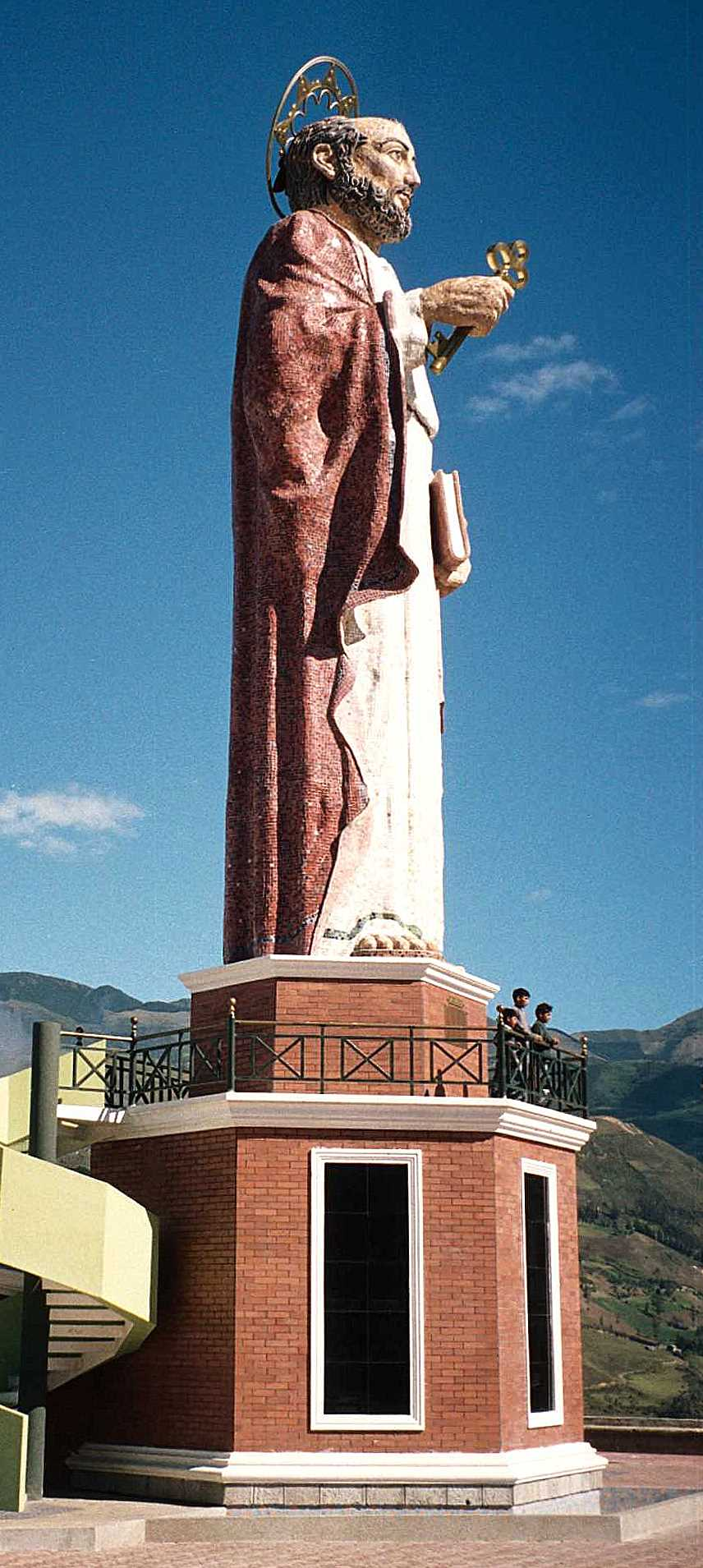
Monument de Sant Pere

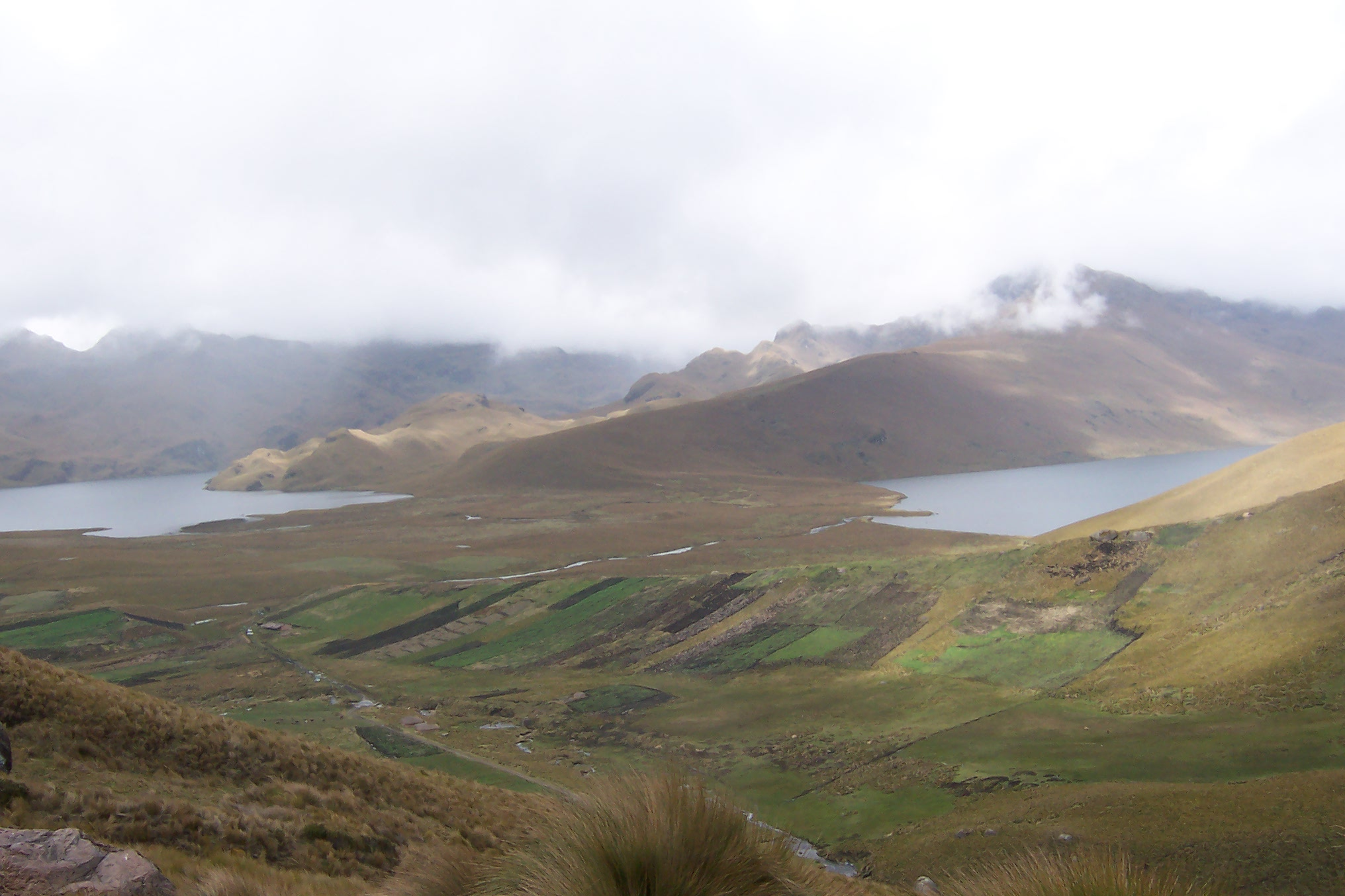
Sistema lacustre de Ozogoche.

En el mirador natural de la Loma de Lluglli, es localitza l'escultura monumental (21 metres d'altura total) de Sant Pere, construïda en el 2001 per Eddie Crespo.
També pot visitar-se la Plaça Eloy Alfaro que compta amb una escultura del personatge i quatre murals que descriuen diversos moments de la revolució alfarista.
Al parc 13 de Noviembre es troba l'Església Matriz i un monument a la Llibertat.
La vella locomotora o els nous autoferros realitzen un vertiginós i emocionant recorregut fins a la Nariz del Diablo, singular formació sobre la qual zigzagueja el ferrocarril per sobreposar-se a l'esquerpa geografia andina.
Travessa el cantó un tram del camí de l'Inca, principal via de comunicació de l'imperi Inca fins abans de la conquesta espanyola.
A Huigra, una de les parròquies del cantó, es troben algunes edificacions de principis del segle XX com l'estació del ferrocarril, la Gerència General de l'Empresa Nacional de Ferrocarrils de l'Estat, el monument a Eloy Alfaro que conté també dues efígies dels germans Hartman i fou elaborat per l'escultor equatorià Carlos Mayer a Itàlia en 1929, i algunes altres edificacions de valor que veuen passar el riu pel centre d'aquest històric centre urbà.
En la Gruta de la Verge de Lourdes de la Immaculada Concepció es troba una de les dues imatges de la verge esculpides en marbre, l'altra es troba a Torí (Itàlia).
El sistema lacustre Ozogoche està format per més de 30 llacunes. Les més grans són les de Magtayán, amb una superfície de 2,19 km² i Ozogoche o Cubillina amb 5,25 km², situades aprox. a 3.800 msnm, constituint un altre important atractiu natural.
Editat per Paul Vaquilema.